# Jutta af Rosenborg
Jutta grevinde af Rosenborg, født Beck (født 9. november 1958) er en dansk erhvervskvinde, som er og har været bestyrelsesmedlem/Non Executive Director i en række danske og udenlandske bestyrelser bl.a.  hos RIT Capital Partners plc, Nilfisk Holding A/S, Standard Life Aberdeen PLC og Aberdeen Asset Management, NKT A/S mfl. Hun er gift med grev Axel af Rosenborg, som er søn af grev Flemming af Rosenborg.
Hun er matematisk student fra Gammel Hellerup Gymnasium 1977, tog en Højere Handelseksamen fra Niels Brock 1978, HD i regnskabsvæsen fra Handelshøjskolen i København 1982 og cand.merc.aud. 1987 fra samme institution. 1992 blev hun statsautoriseret revisor og tog i 2008 kurset "Strategy Design in the Flat World" på University of Pennsylvania, Wharton School.
1984-85 var hun leder af regnskabsafdelingen, BASF Danmark A/S, 1986-92 teamleder/revisor i revisions- og konsulentafdelingen, Deloitte, 1992-98 revisor og medindehaver af Løfgreen & Partnere, egen revisions- og konsulentvirksomhed, 2000-03 Vice President, Group Accounting, Chr. Hansen Gruppen og var 2003-10 CFO, Executive Vice President, Finance & IT, ALK-Abelló A/S. Denne post forlod hun for at hellige sig bestyrelsesarbejde.
I 2013 blev hun optaget i Kraks Blå Bog.

## Tillidshverv
- 2022-; Bestyrelsesmedlem i RIT Capital Partners plc
- 2018-; Bestyrelsesmedlem i BBGI Global Infrastructure S.A.
- 2017-; Bestyrelsesmedlem i Nilfisk Holding A/S
- 2015-: Bestyrelsesmedlem i JPMorgan European Investment Trust PLC
- 2017-2022; Bestyrelsesmedlem i abrdn plc (tidl. Standard Life Aberdeen PLC)
- 2015-2022; Bestyrelsesmedlem i NKT Holding A/S
- 2015-2020: Bestyrelsesmedlem i PGA European Tour
- 2013-2017: Bestyrelsesmedlem i Aberdeen Asset Management plc
- 2011-2018: Bestyrelsesmedlem i Det Danske Klasselotteri A/S, formand fra 2014
- 2011-2014: Bestyrelsesmedlem i Zealand Pharma A/S
- 2010-2015: Bestyrelsesmedlem i Cheminova A/S
- 2010-2016: Bestyrelsesmedlem i Auriga Industries A/S
- 2006-2013: Bestyrelsesmedlem i Investeringsforeningen Carnegie WorldWide
- 2003-2010: Bestyrelsesmedlem i ALK-Abelló-selskaber i Europa og USA
- 2001-2003: Bestyrelsesmedlem i Chr. Hansen Rusland og Chr. Hansen Ukraine
- 2000-2004: Dansk Industris repræsentant i Regnskabspanelet (FSR) og Regnskabsrådet (E&S)
- 1998-: Præsident i Sømandsforeningen af 1856/Prinsesse Maries Hjem for gamle Sømænd og Sømænds Enker